# Jamna Górna

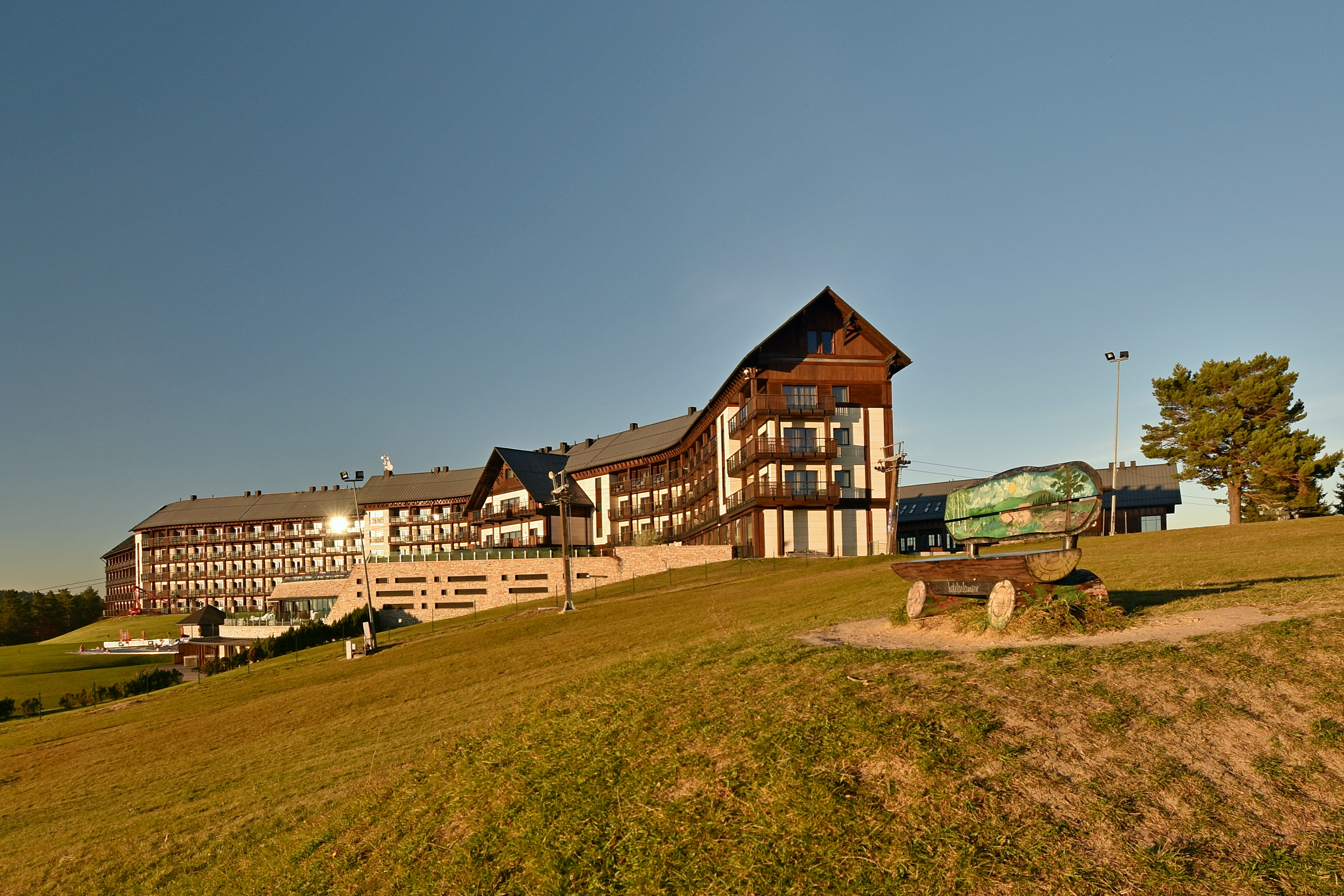
Hotel Arłamów – widok zachodni

Jamna Górna – wieś w Polsce, położona w województwie podkarpackim, w powiecie bieszczadzkim, w gminie Ustrzyki Dolne.
W miejscowości znajduje się kompleks hotelowy „Hotel Arłamów” powstały w wyniku rozbudowy i modernizacji dawnego Ośrodka Wypoczynkowego Urzędu Rady Ministrów. Jako jedyny hotel w Polsce posiada własne lotnisko i heliport.

## Położenie geograficzne
Jamna Górna położona jest w Górach Sanocko-Turczańskich w Karpatach Wschodnich w południowo-wschodniej Polsce. Leży w głębokiej dolinie mającego tu swój początek potoku Jamninka. Od północy graniczy z Jamną Dolną i Makową od wschodu z Kwaszeniną, od południa z Wojtkową i od zachodu z Grąziową. Najwyższe wzniesienie leży w Paśmie Działu i jest to Turnica 598 m n.p.m. Przez miejscowość przebiega asfaltowa droga gminna, która łączy drogi powiatowe nr 2089R Jureczkowa – Kwaszenina – Arłamów i nr 2290R Wojtkowa – Grąziowa – Trójca. Najbliższe miasto to Ustrzyki Dolne odległe o 30 km. Do Przemyśla jest 37 km, a do Sanoka 56 km. Powierzchnia wsi wynosi 1131 ha.

## Historia
Jamna Górna została założona na prawie wołoskim na początku XVI wieku jako wieś królewska i należała do starostwa przemyskiego, położona była na przełomie XVI i XVII wieku w ziemi przemyskiej województwa ruskiego. Na przełomie XVI i XVII wieku wieś odłączono od starostwa przemyskiego i oddano w dzierżawę. W 1628 roku użytkownikiem jej był Adam Ostrowski, następnie właściciel dóbr rybotyckich Mikołaj Osoliński, po jego śmierci od 1663 roku jego syn Jerzy Osoliński. Adam Konarski, kasztelaniec sandomierski był ostatnim dzierżawcą, od którego w 1788 roku rząd austriacki przejął wieś. W 1812 roku zaborca sprzedał wieś właścicielowi dóbr rybotyckich Pawłowi Tyszkowskiemu i w rękach Tyszkowskich Jamna Górna pozostawała aż do 1939 roku. Konstanty Tyszkowski był jej ostatnim przedwojennym właścicielem.
W XIX wieku wieś należała do parafii greckokatolickiej w Trójcy i znajdowała się tu drewniana cerkiew filialna św. Michała Archanioła z 1843 roku.
W II Rzeczypospolitej wieś w powiecie dobromilskim województwa lwowskiego. W październiku 1945 nacjonaliści ukraińscy po wysiedleniu Ukraińców do ZSRR, zamordowali tutaj 4 Polaków, paląc tak polskie, jak i ukraińskie, gospodarstwa. W 1946 r. w rejonie Jamnej Górnej i Jamny Dolnej doszło do dwóch starć piechoty WP i KBW z oddziałami UPA. Zginęło 6 polskich żołnierzy.
Ludność wsi wysiedlono w latach 1945 i 1947, a zabudowania rozebrano. Cerkiew została rozebrana lub spalona w 1956 roku. Wieś przestała istnieć.
W latach 60. XX wieku na terenie wsi, na górze Arłamów (591 m n.p.m.) wzniesiono tajny kompleks obiektów Ośrodka Wypoczynkowego Urzędu Rady Ministrów. Jamna Górna weszła w skład Ośrodka, który obejmował także wsie: Arłamów, Borysławka, Grąziowa, Jamna Dolna, Krajna, Kwaszenina, Łomna i Trójca, łącznie około 23 000 ha. Ośrodek służył jako miejsce polowań dla ówczesnej elity partyjno-rządowej oraz ich gości nie tylko z „bratnich krajów”. Dla nich też zostało zbudowane specjalne lotnisko Krajna w pobliżu Birczy, na którym to terenie od 2012 funkcjonuje lądowisko Arłamów.
Po wprowadzeniu stanu wojennego, w Ośrodku internowany był w okresie 11 maja – 14 listopada 1982 roku przewodniczący „Solidarności”, Lech Wałęsa. W 1989 roku ośrodek rządowy uległ likwidacji, a kompleks obiektów Gmina Ustrzyki Dolne sprzedała.

## Ludność[potrzebnyprzypis]
- 1785 – 373 grekokatolików, 12 rzymskich katolików, 22 żydów
- 1840 – 601 grekokatolików
- 1859 – 515 grekokatolików
- 1879 – 518 grekokatolików
- 1899 – 639 grekokatolików
- 1921 – 675 grekokatolików, 15 rzymskich katolików, 10 żydów
- 1926 – 736 grekokatolików
- 1938 – 820 grekokatolików
- 1939 – 890 grekokatolików, 15 rzymskich katolików, 15 żydów

## Turystyka
Wieś leży na terenie założonego w 1992 roku Parku Krajobrazowego Gór Słonnych.
Szlaki piesze
- Szlak Arłamowski: Leszczawa Dolna – Grąziowa – Kiczera – Jamna – w Kwaszeninie dojście do  szlaku Grybów – Rzeszów

Szlaki rowerowe
- Jureczkowa – Wojtkowa – Grąziowa – Trójca – Jamna Dolna – Jamna Górna – Kwaszenina